# Chiasmoneura fenestrata
Chiasmoneura fenestrata är en tvåvingeart som först beskrevs av Edwards 1927.  Chiasmoneura fenestrata ingår i släktet Chiasmoneura och familjen platthornsmyggor. Inga underarter finns listade i Catalogue of Life.